# Ferdinando Burlando
Ferdinando Burlando, chiamato anche "Diavolo Bianco" (Torino, 19 maggio 1923 – Roma, 31 luglio 2014), è stato un militare, partigiano e avvocato italiano, medaglia d'oro al valor militare.

## Biografia
Nel 1941 dopo aver frequentato l'Accademia militare di Modena, venne destinato al Battaglione "Morbegno" del 5º Reggimento Alpini con il grado di sottotenente. L'8 settembre 1943 si trovava con il suo reparto al passo di San Candido in provincia di Bolzano. Decise di combattere contro i tedeschi e, dopo aver convinto gran parte dei suoi uomini a seguirlo, partì per la Val Pesio e passò nel canavese, iniziando così l'organizzazione delle prime formazioni partigiane, che diventarono poi la 9ª Divisione "Giustizia e Libertà".
Diventò comandante di brigata e con i suoi uomini portò a compimento diverse azioni audaci, nella zona di Cirié, nel canavese, nella Valli di Lanzo e nel Monferrato tanto da meritarsi l'appellativo "Diavolo Bianco". Ferito sette volte durante gli scontri subì undici interventi, venne catturato dai tedeschi e torturato, messo davanti al plotone d'esecuzione come metodo di tortura e infine liberato dai suoi uomini.
Burlando e il suo gruppo ebbero un ruolo preminente nella liberazione di Torino. Alla fine della guerra, promosso tenente, venne trasferito al Ministero della Guerra e successivamente posto in riserva come invalido di guerra, conseguì la laurea in legge all'Università di Roma e intraprese la professione di avvocato.
Burlando morì il 31 luglio 2014 a Roma.